# Story Op.1
Story Op.1 promovido como The Collection: Story Op.1 (hangul: 소품집 : 이야기 Op.1; rr: Sopunjib: Iyagi Op.1) é o primeiro álbum de compilação do cantor e compositor sul-coreano Jonghyun, lançado em 17 de setembro de 2015 produzido pela gravadora S.M. Entertainment e distribuído pela KT Music, após a sua estreia como artista solo com o mini-álbum Base em 12 de janeiro do mesmo ano.

## Antecedentes e lançamento
Como DJ para o programa de rádio da meia-noite da MBC FM4U "Blue Night", Jonghyun revelou suas canções recém-escritas em seu programa de rádio que ele preparou para um canto especial chamado "Blue Night Lyrics, That Man's Composition", em um esforço para se comunicar com os ouvintes de forma mais eficaz através da música. Em junho de 2014, Jonghyun twittou: Quando eu comecei o Blue Night, eu contemplava em como me incorporar bem no programa... Como esperado, a conclusão está se comunicando com os ouvintes e a música! É por isso que eu preparei um projeto onde eu pessoalmente escrevo uma canção pertencente a história de um ouvinte e deixá-lo ouvir. O nome do canto é "Blue Night Lyrics, That Man's Composition". Ele não será exibido toda semana, mas será exibido uma vez a cada poucos meses como um canto especial, então por favor, envie um monte de histórias. Estou aceitando histórias através da homepage. A MBC FM4U revelou que a partir de 7 de julho de 2014, lançaria as músicas auto-compostas de Jonghyun.
Em 13 de setembro de 2015, foi anunciado que Jonghyun lançaria um mini-álbum especial intitulado Story Op.1 em 17 de setembro contendo nove músicas auto-compostas. Todas as músicas foram previamente reveladas no programa de rádio entre julho 2014 e julho de 2015, em sua forma de demonstração, e versões rearranjadas estão incluídas no álbum. Em 16 de setembro, foi lançado o vídeo musical da canção-título "End of a Day". O álbum foi lançado digitalmente no dia seguinte.

## Lista de faixas
Créditos adaptados da página oficial do artista.
| N.º            | Título                     | Letras         | Música                         | Arranjo                        | Duração |  |
| 1.             | "End of a Day" (하루의 끝) | Kim Jong-hyun  | Kim Jong-hyun Wefreaky         | Kim Jong-hyun Wefreaky         | 4:37    |  |
| 2.             | "U & I"                    | Kim Jong-hyun  | Kim Jong-hyun Wefreaky         | SCORE                          | 2:51    |  |
| 3.             | "Like You"                 | Kim Jong-hyun  | Kim Jong-hyun Wefreaky         | philtre                        | 3:15    |  |
| 4.             | "Diphylleia grayi"         | Kim Jong-hyun  | Kim Jong-hyun Wefreaky         | E-Nail                         | 4:35    |  |
| 5.             | "Happy Birthday"           | Kim Jong-hyun  | Kim Jong-hyun Wefreaky         | SCORE                          | 2:51    |  |
| 6.             | "I'm Sorry" (미안해)       | Kim Jong-hyun  | Kim Jong-hyun Wefreaky         | E-Nail                         | 4:11    |  |
| 7.             | "02:34"                    | Kim Jong-hyun  | Kim Jong-hyun Wefreaky heuktae | Kim Jong-hyun Wefreaky heuktae | 3:45    |  |
| 8.             | "Fine" (그래도 되지 않아?) | Kim Jong-hyun  | Kim Jong-hyun Wefreaky heuktae | Kim Jong-hyun Wefreaky heuktae | 3:04    |  |
| 9.             | "Maybe Tommorow" (내일쯤)  | Kim Jong-hyun  | Kim Jong-hyun Wefreaky         | SCORE                          | 3:13    |  |
| Duração total: | Duração total:             | Duração total: | Duração total:                 | Duração total:                 | 32:22   |  |

## Desempenho comercial

### Paradas musicais
| País           | Gráfico                  | Melhores posições |
| -------------- | ------------------------ | ----------------- |
| Coreia do Sul  | Gaon Weekly Albums Chart | 3                 |
| Estados Unidos | Billboard World Albums   | 7                 |

## Histórico de lançamento
| País          | Data                   | Formato          | Gravadora                    |
| ------------- | ---------------------- | ---------------- | ---------------------------- |
| Mundialmente  | 17 de setembro de 2015 | Download digital | S.M. Entertainment           |
| Coreia do Sul | 18 de setembro de 2015 | CD               | S.M. Entertainment, KT Music |